# Eraguene
Eraguene (em árabe: ازراقن) é uma cidade e comuna localizada na província de Jijel, Argélia. Segundo o censo de 2008, a população total da cidade era de 2 532 habitantes.